# Euophryum confine
Euophryum confine är en skalbaggsart som först beskrevs av Thomas Broun 1881.  Euophryum confine ingår i släktet Euophryum, och familjen vivlar. Arten har ej påträffats i Sverige.